# Neutralitat
La neutralitat és la qualitat o actitud de no participar en cap de les opcions en un conflicte, la qual cosa també implica no escollir durant el conflicte.

## En la guerra
A una guerra, seria aquella situació en la qual un estat es declara pública i oficialment neutral per a no intervenir en la lluita militar que es produeix entre altres estats, tant des del punt de vista comercial (no variar les seves relacions, però tampoc traficar armes amb les parts en guerra) com propagandístic (no fer campanya mediàtica a favor o en contra de cap bàndol).
Al llarg de la història hi hagué diversos estats que, declarant-se oficial i públicament en la neutralitat, tard o d'hora han pres part indirecta (no militarment) en el conflicte, bé sigui financerament, propagandísticament o fent els ulls grossos a la infiltració d'un bàndol dins el seu territori. Un cas històricament conegut és el de la Confederació Helvètica (Suïssa) durant la Segona Guerra Mundial.

## En la interpretació de la realitat
És molt coneguda la defensa que fan les corporacions o agències d'informació atorgant-se públicament un punt de vista neutral, tot i que la informació que un subjecte produeix sempre és subjectiva i parcial, tant si aquest subjecte és una sola persona com si és una corporació diferenciable d'altres corporacions. La pretensió de la neutralitat en la informació periodística té com a objectiu que el receptor de la informació confiï en què la informació és veritat.
Hi ha molts problemes per a establir un perfil de neutralitat en la informació periodística, sobretot quan aquesta té connotacions polítiques, donat que:
1. Qui ha adquirit la primera informació s'ha fixat en la realitat que més li interessava (que troba més rellevant), segons el seu punt de vista personal o de les directrius de la corporació per la qual treballa. Sovint això pot tenir a veure amb la conjuntura política o el reportatge monogràfic.
2. La primera redacció, anotació o edició de la informació torna a patir el mateix filtre.
3. La redacció o edició definitiva té molt en compte el públic a qui va adreçada i la finalitat de la publicació, perquè això influeix decisivament en l'ús del llenguatge, en el judici sobre els actors de la història, en la supressió de parts de la informació, en l'associació a altres informacions o addició, i fins i tot en la publicació o no d'aquesta.

La interpretació de la realitat es posa més en dubte quan la informació ha d'esdevenir una base per a realitzar un judici.